# Associazione Fascista Calcio Padova Rugby
L'Associazione Fascista Calcio Padova Rugby, conosciuta anche come Rugby Padova, fu la sezione di rugby a 15 dell'A.F.C. Padova.

## Storia

Foto della sezione rugby dell'Associazione Fascista Calcio Padova.

Fu creata da Ferruccio Hellmann nel 1930 come sezione dell'Associazione Fascista Calcio Padova. Come allenatore venne chiamato Renzo Maffioli mentre come responsabili furono chiamati Alessandro Pacchioni e Amedeo Fusari.
Nel 1933 la squadra vinse la Coppa Federale, ottenendo la promozione in Divisione Nazionale.
Nel 1934 giunse seconda nel gruppo B, ma nell'incontro di ripescaggio perse contro il GUF Napoli 6–0 a tavolino, rinunciando fra le polemiche alla trasferta in campo neutro a Roma, dopo che in precedenza aveva rifiutato l'ipotesi di giocare a Napoli.
In questo stesso periodo alcuni tesserati del Padova tra cui Livio Zava e Cesare Sarti tornarono nella loro città d'origine e fondarono il GUF Treviso, mentre lo studente di medicina Davide Lanzoni fondò il Rovigo nel 1935.
Il declino iniziò nel 1935, complice l'abbandono di Ferruccio Hellmann, dopo una seconda stagione in massima serie chiusa a zero punti.
Declino solo momentaneamente interrotto dal ritorno in Divisione Nazionale nel 1941 e 1942, e ancora nel 1946.
La squadra cessò l'attività all'inizio del campionato di serie A 1946-47, quando si ritirò dal torneo.